# Флаг Сахалинской области
Флаг Сахали́нской области является официальным символом Сахалинской области как субъекта Российской Федерации.
Флаг утверждён 28 ноября 1995 года и внесён в Государственный геральдический регистр Российской Федерации с присвоением регистрационного номера 158.
Флаг Сахалинской области — один из немногих флагов, где изображена карта территории.

## История принятия
18 июля 1995 года, постановлением губернатора Сахалинской области № 210, в целях обозначения Сахалинской области — субъекта Российской Федерации — флагом и гербом, характеризующими исторические и природно-географические особенности области, было утверждено положение о конкурсе на разработку проектов флага и герба Сахалинской области.
7 сентября 1995 года, постановлением губернатора Сахалинской области № 274, по предложению жюри конкурса, было решено провести второй тур конкурса.
27 октября 1995 года, рассмотрев материалы заседания жюри по проведению конкурса на разработку проектов флага и герба Сахалинской области, постановлением губернатора Сахалинской области № 340, был утверждён проект флага Сахалинской области, занявший по решению жюри 3-е место, разработанный автором В. Е. Гомилевским. Всего на проведение конкурса было истрачено 11 млн рублей (~ 2240 $).
28 ноября 1995 года, согласно предыдущему решению, постановлением губернатора Сахалинской области № 380, было утверждено положение о флаге и гербе Сахалинской области. Описание флага гласило:

Флаг Сахалинской области — субъекта Российской Федерации представляет собой прямоугольное полотнище голубого цвета («морская волна»); в центральной части полотнища — контурные изображения Сахалина и Курильских островов, образующих единую Сахалинскую область. Отношение ширины флага к его длине — 2:3.

25 апреля 1997 года, губернатором Сахалинской области И. П. Фархутдиновым был подписан закон Сахалинской области № 34 «О флаге Сахалинской области — субъекта Российской Федерации», принятый Сахалинской областной Думой 16 апреля 1997 года.
В связи с принятием данного закона, 18 июня 2001 года, постановлением губернатора Сахалинской области № 272, было отменено постановление губернатора области от 28 ноября 1995 № 380 «Об утверждении Положений о гербе и флаге Сахалинской области — субъекта Российской Федерации».
15 июня 2011 года, губернатором Сахалинской области А. В. Хорошавиным был подписан закон Сахалинской области № 47-ЗО «О флаге Сахалинской области», принятый Сахалинской областной Думой 9 июня 2011 года, которым (в числе прочего) был признан утратившим силу закон от 25 апреля 1997 года № 34 с изменениями. Описание флага осталось неизменным.

## Описание флага
Описание флага, утверждённое законом Сахалинской области № 34 «О флаге Сахалинской области — субъекта Российской Федерации» и подтверждённое законом Сахалинской области № 47-ЗО «О флаге Сахалинской области», гласит:

Флаг Сахалинской области представляет собой прямоугольное полотнище цвета морской волны (синий с изумрудно-зеленоватым оттенком); в центральной части полотнища — контурные изображения Сахалина и Курильских островов белого цвета, образующих единую Сахалинскую область. Изображения острова Сахалина и островов Курильского архипелага располагаются в центре полотнища, образуя угол в 45 градусов. Верхние и нижние контуры островов находятся на одной линии, на расстоянии одной восьмой части от верхнего и нижнего края ширины флага. Отношение ширины флага к его длине — 2:3.